# جبال الجماوات
جبال الجماوات أحد جبال المدينة المنورة، والجماوات هي ثلاثة جبال غير كبيرة تقع في الجهة الغربية من المدينة المنورة على امتداد قسم من وادي العقيق، وكلمة جماوات جمع جماء ومن معاني هذه الكلمة الشاة التي ليس لها قرون، ويروى أن هذه الجبال سميت بهذا الاسم لأن قسمها العلوي منبسط لا قمم له، وتتوالى هذه الجماوات من الغرب إلى الشرق مع ميل واضح نحو الشمال على النحو التالي: جماء العاقر وتسمى أيضاً جماء العاقل وهي أبعدها عن المدينة، وجماء أم خالد وتقع شمال جماء العاقر، وجماء تضارع وهي أقرب الجماوات إلى المدينة المنورة.

## جبل جماء تضارع
يقع على يمين المتجه إلى ميقات آبار على ذو الحليفة إذا تجاوز سد عروة مباشرة، وفي سفحه قصر ابن بكير العماني وقصور عبد العزيز بن عبد الله بن عمرو عثمان، كمايوجد قصر وسد عاصم بن عمرو بن عمر بن عثمان بن عفان، وهو الذي أنشأ سدا بالحجر الضخم على أحد شعاب هذا الجبل خلف قصره وذلك ليحجز ماء الشعب ليزود به قصره البعيد عن الآبار والماء التي ببطن الوادي، ويقع إلى الجنوب الغربي من جماء تضارع جبل صغير يسمى المكيمن، ويبعد جبل جماء تضارع عن المدينة بحدود أربعة كيلومترات تقريبا. قال رسول الله صلى الله عليه وسلم: ((لا يسيل تضارع إِلاّ في عام ربيع))

## جبل جماء أم خالد
وتعرف بالجماء الوسطى لأنها بين جماء تضارع وجماء العاقر، وتبعد عن المسجد النبوي الشريف بحدود ستة كيلو مترات تقريبا، وتقع جنوب غرب جماء تضارع وملاصقة لها، وهي تشرف الآن على طريق السلام من الجهة الشمالية، وكان عند سفحها عدة قصور منها قصر محمد بن عيسى الجعفري وقصر يزيد بن عبد الملك بن المغيرة. ويروى أنه وجد قبر على جماء أم خالد طوله أربعون ذراعاً مكتوب على حجر ما نصه «أنا عبد الله من أهل تيسون رسول رسول الله عيسى ابن مريم إلى أهل هذه القرية فأدركني الموت فأوصيت أن أدفن في جماء أم خالد» وفي رواية أخرى «أنا أسود بن سوادة رسول رسول الله عيسى بن مريم إلى هذه القرية» ، وفي شمال الجماء يوجد جبل صغير يقال له شغر.

## جبل جماء العاقر أو جماء العاقل
تقع غربي المدينة المنورة، وفي الجهة الشمالية الغربية من جماء تضارع وجماء أم خالد، وتبعد عن المسجد النبوي الشريف بحدود تسعة كيلو مترات تقريبا، وتعتبر جماء العاقر أكبر وأضخم الجماوات، وكان في سفحها عدة قصور منها قصر جعفر بن سليمان، ويفصل بين جماء العاقر وبين جماءتي تضارع وأم خالد طريق وهذا هو الطريق الذي سلكته جيوش قريش لمحاربة الرسول في غزوة أحد وغزوة الخندق.

## سبب التسمية
سميت الجماء بهذا الاسم لأنه هناك جبلين هي أقصرهما فكأنها جماء أي الهضبة السوداء.

## حدودها
عند السفح الشرقي وادي العقيق الطريق الذي سلكته جيوش قريش لمحاربة النبي صلى الله عليه وسلم في غزوتي أحد والخندق، وهو الطريق الذي يؤدي إلى دعيثة البيداء.

## وصلات خارجية
- الجماوات.. جبال تأريخية في المدينة الحبيبة.
- جماء أم خالد - على خطى الرسول.